# رجا العيسى
رجا عيسى العيسى صحفي فلسطيني. ولد عام 1922، ساهم في إصدار جريدة فلسطين التي صدرت بالقدس (1950-1967) ثم استقر في عمان وانتُخب نقيباً للصحفيين. وتوفي عام 2008.

## حياته
ولد في مدينة يافا عام 1922، درس في رام الله، تميزت عائلته بالفكر والأدب والسياسة حيث أسس والده عيسى العيسى جريدة فلسطين عام 1911. ودخل الجامعة الأمريكية ليتخرج منها حاملا شهادة بكالوريوس في العلوم السياسية عام 1943. واشتغل في جريدة فلسطين وآلت إليه إدارتها بعد وفاة والده، وظل يعمل بها إلى أن حلت النكبة الفلسطينية عام 1948. حملته هذه الكارثة للسفر لمصر حيث استقر عامين ومن ثم رجع إلى القدس وعاد لإصدار جريدة فلسطين التي صدرت في القدس في الأعوام 1950 إلى 1967 ثم استقر في عمان وانتُخب نقيباً للصحفيين بمناسبة دمج جريدة فلسطين بجريدة الدستور وإصدارها في عمان. توفي في عمان عام 2008 ودفن فيها.

## افتتاحيات في جريدة الدستور
كتب رجا العيسى مقالة افتتاحية مؤثرة في عام 1967. بعنوان " بيني وبينها رفقة وحياة " أحلام طفولة. وعواطف فتوة. وعزم شباب. وسهر ليال، رأيت النور وهي عنواني للتحدي. ومنبر للتبصير ودعوة للإعداد. وشحذ للهمم ونداء لمقاومة الغزوة الصهيونية ومؤامرات الاستعمار". ويورد مقالا آخر نشر في كتاب "يافا. عطر مدينة" عام
1988 من عمان. حيث ترجع به الذاكرة لفلسطين ويافا قبل النكبة وعن الصحف الفلسطينية وأهمها جريدة فلسطين الذي تربى بها حتى المشهد الأخير. ويعتبر رجا العيسى من مؤسسي جريدة الرأي وهو عضو نقابة الصحفيين الأردنيين.